# Círculo dos Críticos de Cinema da Flórida
Círculo dos Críticos de Cinema da Flórida (em inglês: Florida Film Critics Circle, também conhecida como FFCC) é uma associação de críticos de cinema fundada em 1996. É composta por 30 críticos de cinema de jornais diários/semanários e de revistas da cidade de Flórida. No mês de dezembro, eles se reúnem para votar nos Prêmios Florida Film Critics Circle (em inglês: Florida Film Critics Circle Awards), dados anualmente em reconhecimento à qualidade no cinema mundial durante o ano.